# 御子神
御子神（みこがみ）は、神社において親子関係にある神が祀られる場合、子に当たる神のこと。苗裔神（びょうえいしん）ともいう。
「御子神」という呼び方をするのは、親子ともに主神である場合や、親神が主神でその子も共に祀る場合である。特に、母子関係にある場合は、母子神信仰との関連もある。
例えば、八坂神社は主神として素戔嗚尊を中央に祀り、東に妃神の櫛稲田姫命、西に「八柱御子神」を祀っている。春日大社には摂社の「若宮社」があり、主神の天児屋根命の御子神である天押雲根命を祀っている。
この「若宮」は、多くの場合主神の御子神を祀る神社であるが、祀られる神ではなく社が若いという意味で、後からできた社に「若宮」と名附ける場合もある。その場合は、主神の親神や祖先神が祀られていることや、主神の御旅所、主神を勧請した神社を若宮と呼んでいる例もある。よって、必ずしも若宮に御子神が祀られているとは限らない。